# Der Miet-Rechts-Berater
Der Miet-Rechts-Berater (MietRB) ist eine im Verlag Dr. Otto Schmidt KG erscheinende juristische Fachzeitschrift und richtet sich an Juristen, die hauptsächlich im Miet- und Wohnungseigentumsrecht tätig sind, dabei insbesondere an Rechtsanwälte, Richter, Notare.
Der MietRB erscheint seit dem Jahre 2003 und jeweils am 10. eines Monats.

## Inhalt
Der Miet-Rechts-Berater befasst sich mit den Schwerpunkten Wohn- und Gewerberaummietrecht, Wohnungseigentumsrecht, angrenzende Rechtsgebiete, z. B. Makler- und Bauträgerrecht und Pachtrecht sowie Insolvenz-, Steuerrecht, Verfahrens- und Kostenrecht, Zwangsvollstreckung  mit miet- oder wohnungseigentumsrechtlichem Bezug.
Als Beraterzeitschrift gibt der MietRB eine Übersicht über die aktuelle Rechtsprechung und geht mit Kurzaufsätzen auf  Probleme der Beratungs- und Prozesspraxis ein. Die Rechtsprechung wird dabei von einem festen Autorenteam – bestehend aus im Mietrecht und WEG-Recht praktisch tätigen Juristen – aufbereitet: Eine Entscheidung wird  in ihren wesentlichen Zügen wiedergegeben und mit knappen Darstellungen der sich aus ihr ergebenden Konsequenzen für die Praxis und mit weiterführenden Beraterhinweisen angereichert. Die Volltexte der besprochenen Entscheidungen sind auf der Homepage der Zeitschrift abrufbar.
Der Reportteil „MietRBinformativ“ informiert mit Kurznachrichten über aktuelle Entwicklungen in Rechtsprechung und Gesetzgebung und über den aktuellen Verbraucherpreisindex.

## Redaktion
Die Redaktion besteht aus Rechtsanwältin Elke Schlüter (verantwortliche Redakteurin), Verena Krehlik (Herstellung) und Anita Schmidt (Redaktionsassistenz).

## Zitierweise
Auf einzelne Artikel wird durch Angabe des Autors oder Gerichts, des Kürzels „MietRB“, des Jahrgangs und der Seite verwiesen. Beispiele: Elzer, MietRB 2013, 217; BGH MietRB 2013, 22.